# Valmore Rodríguez
Pour les articles homonymes, voir Valmore Rodríguez.
Valmore Rodríguez est un homme politique, syndicaliste et journaliste vénézuélien né à San Félix (État de Falcón au Venezuela) le 11 avril 1900 et mort à Quilpué au Chili le 10 juillet 1955.
Sénateur au sénat du Venezuela en 1948, il a été deux fois ministre, des Relations intérieures entre 1945 et 1946 et des Communications entre 1946 et 1947.